# Heilklimatischer Kurort

## Deutschland
Das Prädikat Heilklimatischer Kurort ist ein Gütesiegel für Kurorte, deren Klima als therapeutisch wirksam angesehen wird (Heilklima: Reizklima oder Schonklima). Für die staatliche Anerkennung und Prädikatisierung sind in Deutschland die Kurortgesetze der Länder sowie weitere landesrechtliche Vorschriften maßgebend.

### Voraussetzungen zur Anerkennung
Die Voraussetzungen und Maßstäbe für die Anerkennung als Heilklimatischer Kurort werden durch den Deutschen Heilbäderverband e. V. und den Deutschen Tourismusverband, also von Interessenverbänden, definiert.:
Voraussetzungen für die Anerkennung als „Heilklimatischer Kurort“ sind unter anderem:
- Vorhandensein eines therapeutisch anwendbaren und durch Erfahrung bewährtes Bioklimas mit der Möglichkeit der  Dosierung der Klimareize sowie mit erhöhten Anforderungen an die Luftqualität;
- Klima mit besonders ausgeprägter Abstufung von bioklimatischen Reizfaktoren und Schonfaktoren bei weitgehender Abwesenheit von Belastungsfaktoren (staub- und allergenarme);
- Maßnahmen zur Überwachung des Klimas;
- Medizinische Anerkennung der hauptsächlichen Heilziele durch wissenschaftliche Gutachten.

#### Kritik
Für die vorstehend zitierten Voraussetzungen und Maßstäbe für die Anerkennung sind in allgemein zugänglichen Texten keinerlei wissenschaftliche Begründungen und Belege zu finden. (geprüfte Texte:). Dies verwundert insbesondere, weil von Fachexperten und Landesbehörden Verbesserungen der Qualitätsanforderungen gefordert wurden: eindeutigere Definitionen, Relevanz und Systematik der Qualitätsanforderungen sowie wissenschaftliche Anerkennung der therapeutischen Verfahren.

### Aufgabe des Deutschen Wetterdienstes
Für die Kurorte in Deutschland erstellt der Deutsche Wetterdienst bioklimatologische und lufthygienische Gutachten nach den Qualitätsstandards für Kurorte und Heilbäder. Die Gutachten dienen den zuständigen Behörden der Länder als Entscheidungshilfen für die Vergabe oder Bestätigung der Kurortprädikate.

### Verbände und Organisation
Organisiert sind die Heilklimatischen Kurorte im Verband der Heilklimatischen Kurorte Deutschlands e. V.

### Heilklimatische Kurorte in Deutschland (Auswahl)
| - Altenau, Oberharz, Niedersachsen - Bad Bergzabern, Pfälzerwald, Rheinland-Pfalz - Bad Dürrheim, Schwarzwald, Baden-Württemberg - Bad Grund, Harz, Niedersachsen - Bad Heilbrunn, Oberbayern, Bayern - Bad Herrenalb, Schwarzwald, Baden-Württemberg - Bad Hindelang, Allgäu, Bayern - Bad Lippspringe, Teutoburger Wald, Nordrhein-Westfalen - Bad Malente-Gremsmühlen, Holsteinische Schweiz, Schleswig-Holstein - Bad Münster am Stein-Ebernburg, Rheinland-Pfalz - Bad Sachsa, Harz, Niedersachsen - Bad Tölz, Oberbayern, Bayern - Bad Wildbad, Schwarzwald, Baden-Württemberg - Baiersbronn (Ortsteil Obertal), Schwarzwald, Baden-Württemberg - Bayrischzell Oberbayern, Bayern - Berchtesgaden, Oberbayern, Bayern - Bischofsgrün, Fichtelgebirge, Bayern - Bodenmais, Bayerischer Wald, Bayern - Daun, Eifel, Rheinland-Pfalz - Dobel, Schwarzwald, Baden-Württemberg - Ehlscheid, Westerwald, Rheinland-Pfalz - Eutin, Holsteinische Schweiz, Schleswig-Holstein - Falkenstein, Hessen - Finsterbergen, Thüringer Wald, Thüringen - Fischen im Allgäu, Bayern - Freudenstadt, Schwarzwald, Baden-Württemberg - Friedrichroda, Thüringer Wald, Thüringen - Garmisch-Partenkirchen, Oberbayern, Bayern - Gersfeld, Rhön, Hessen - Goslar (Ortsteil Hahnenklee), Oberharz, Niedersachsen - Grafschaft, Nordrhein-Westfalen - Hinterzarten, Schwarzwald, Baden-Württemberg - Höchenschwand, Schwarzwald, Baden-Württemberg - Hohegeiß, Harz, Niedersachsen - Isny im Allgäu, Baden-Württemberg | - Königsfeld im Schwarzwald, Baden-Württemberg - Königstein im Taunus, Hessen - Kreuth am Tegernsee, Oberbayern, Bayern - Lindenfels, Odenwald/Bergstraße, Hessen - Manderscheid, Eifel, Rheinland-Pfalz - Masserberg, Thüringer Wald - Neubulach, Nördlicher Schwarzwald, Baden-Württemberg - Nieheim, Teutoburger Wald, Nordrhein-Westfalen - Nonnweiler/Saar, Saarländischer Hochwald, Saarland - Nümbrecht, Bergisches Land, Nordrhein-Westfalen - Oberstaufen, Allgäu, Bayern - Oberstdorf, Allgäu, Bayern - Orscholz, Saarland - Reichshof (Ortschaft Eckenhagen), Bergisches Land, Nordrhein-Westfalen - Rengsdorf, Westerwald, Rheinland-Pfalz - Rottach-Egern, Oberbayern - St. Blasien, Schwarzwald, Baden-Württemberg - Sasbachwalden, Schwarzwald, Baden-Württemberg - Scheidegg, Allgäu, Bayern - Schluchsee, Schwarzwald, Baden-Württemberg - Schömberg (Landkreis Calw), Baden-Württemberg - Schönwald im Schwarzwald, Baden-Württemberg - Schwangau, Allgäu, Bayern - Tegernsee, Oberbayern - Titisee-Neustadt, Schwarzwald, Baden-Württemberg - Todtmoos, Schwarzwald, Baden-Württemberg - Triberg im Schwarzwald, Baden-Württemberg - Usseln, Sauerland, Hessen - Weiskirchen, Saarländischer Hochwald - Willingen, Sauerland, Hessen - Winterberg, Sauerland, Nordrhein-Westfalen - Wolfegg, Württembergisches Allgäu, Baden-Württemberg |
| | |

Quelle: 

## Österreich
Die Anerkennung als Kurort, Heilklimatischer Kurort und Luftkurort erfolgt in Österreich durch die jeweils zuständige Behörde auf Grund des im jeweiligen Bundesland geltenden Landesgesetzes. Ein heilklimatischer Kurort bietet ein besonderes Schon-/Reizklima zur Rehabilitation und Regeneration. Schon-/Reizklima ist ein Klimatyp, dessen Eigenheiten den Stoffwechsel und die Gesamtaktivität des Körpers eines Patienten anregt oder reizen kann. Ein Reizklima tritt in Höhenlage um 1 000 m ü. A. und durch besondere geografische Lage auf.

### Heilklimatische Kurorte in Österreich (Auswahl)
| 0 Kärnten - Kötschach-Mauthen - Mallnitz | 0 Niederösterreich - Mönichkirchen - Puchberg am Schneeberg - Reichenau an der Rax - Semmering | 0 (Land) Salzburg > - St. Veit im Pongau | 0 Steiermark - Aflenz - Bad Mitterndorf - Laßnitzhöhe - St. Radegund |

Quelle: 